# Balanophora coralliformis
Balanophora coralliformis (лат.) — паразитическое бесхлорофилльное растение с разветвлёнными надземными клубнями, вид рода Баланофора (Balanophora) семейства Баланофоровые (Balanophoraceae). Эндемик Филиппин, встречается на очень ограниченном участке в провинции Аурора. В переводе с латыни название означает «баланофора коралловидная».
В 2015 году вид был включён в список «Десять самых замечательных видов» — ежегодно составляемый Международным институтом по исследованию видов список наиболее примечательных биологических видов, описанных в предыдущем году.

## Распространение и охранный статус
Вид был описан в 2014 году филиппинскими ботаниками Данило Тандангом и Хулией Барселоной и голландским ботаником Питером Пелсером. Голотип вида хранится в Филиппинском национальном гербарии.
По состоянию на май 2015 года было известно о наличии в природе всего около 50 растений этого вида — все они были найдены на юго-западных склонах горы Минган на филиппинском острове Лусон (муниципалитет Сан-Луис провинции Аурора) в лесах, поросших мхом, на высоте от 1,5 до 1,7 км. Некоторые популяции симпатричны с другим видом этого же рода — Balanophora papuana.
Исходя из очень небольшого числа экземпляров растения, обнаруженных в природе, а также из-за того, что участок, на котором распространён этот вид, весьма незначителен по площади и не является охраняемой зоной, описавшие его учёные считают, что Balanophora coralliformis следует рассматривать как вид, находящийся под угрозой исчезновения. Кроме того, участок, на котором обитают найденные растения, находится под угрозой незаконной вырубки леса и подсечно-огневого земледелия.

## Биологическое описание
Как и другие представители рода, Balanophora coralliformis — растение-паразит, лишённое хлорофилла, с разветвлёнными клубнями. По своему внешнему виду клубни напоминают веточки кораллов, что и отражено в видовом эпитете. Наличие надземных, а не подземных клубней (имеющихся у многих представителей рода Баланофора) является характерной особенностью данного вида. Клубни удлинённые, многократно ветвящиеся, имеют шероховатую поверхность. Отдельные «веточки» клубней имеют длину около 5 см, а общая высота группы клубней может достигать в высоту 30 см. Стебли растут по одному от верхушек клубней. Имеется 4 (иногда 5) перекрывающихся вогнутых яйцевидных листа жёлтого или соломенного цвета, которые располагаются примерно на одной высоте от земли на каждом сегменте клубня. Листья достигают 2,4—2,7 см в длину и 1,1—2 см в ширину. Листорасположение супротивное.
Растение двудомное, то есть имеются мужские и женские растения. Цветки, собранные в кисти, располагаются на конце каждого сегмента клубня. Кисти расположенных по спирали белых мужских цветков достигают 3—4 см в длину и 1,5—2,5 см в ширину и содержат от 12 до 16 цветков. Женские кисти имеют длину 1,3—1,6 см и ширину 0,9—1,2 см и содержат множество мелких, до 1,5 мм в длину, цветков соломенного цвета. Плоды пока обнаружены не были.